# جون مونتاغيو
جون مونتاغيو (بالإنجليزية: John Montague)‏ هو لاعب غولف أمريكي، ولد في 25 أغسطس 1903 في سيراكيوز في الولايات المتحدة، وتوفي في 25 مايو 1972.